# Semiothisa subfasciata
Semiothisa subfasciata là một loài bướm đêm trong họ Geometridae.